# Symboliskt universum
Ett symboliskt universum är en religionspsykologisk term som förklarar den institutionella ordningen i ett samhälle. Den institutionella ordningen (i till exempel en religion) blir verklig för individen i samhället genom roller och handlingar. Genom dessa får hon en identitet. Den sociala verkligheten blir en subjektiv verklighet som beskriver samhället. Nya generationer var ej med om att skapa denna verklighet som institutionerna representerar, därför behöver den legitimeras (förklaras). Det viktigaste instrumentet för att legitimera är språket.
Den mest övergripande nivån av legitimeringen nås när man uppnår ett symboliskt universum, ”Alla teoretiska traditioner samlas i en symbolisk totalförklaring” (Dessa kan vara mytologiska, teologiska, filosofiska eller vetenskapliga). De ger mening åt livets vardag, men även åt gränssituationer i livet, såsom drömmar och döden. Dessa två är viktiga eftersom de är det största hotet mot individens verklighetsuppfattning som kan hota institutionerna. Ett symboliskt universum ger mening åt samhällets utveckling och den institutionella ordningen i sin helhet. Religionen har historiskt varit det mest spridda Symboliska universumet.

## Källa
- Owe Wikström, Antoon Geels (2010). Den religiösa människan. Natur och kultur. sid. 60-61. ISBN 978-91-27-10772-4